# Мадагаскарська барвиста жаба
Мадагаскарська барвиста жаба (Mantella) — рід земноводних підродини Мадагаскарські жаби родини Мадагаскарські жаби. Має 16 видів.

## Опис
Загальна довжина представників цього роду коливається від 1,5 до 3,5 см. Самиці більші за самців, відрізняються ширшим тулубом. Голова невелика. Барабанна перетинка відкрита. Шкіра містить отруйні секреції, проте у низки видів отрути немає (вони лише імітують схожість зі своїми отруйними родичами). На пальцях відсутні перетинки. Забарвлення дуже яскраве, різноманітне з яскраво-помаранчевими, жовтими, салатово-зеленими, червоними і навіть чорні та сині кольори. Відомі види з однотонним, яскраво-помаранчевим або помаранчево-червоним забарвленням.

## Спосіб життя
Полюбляють вологі тропічні ліси, нижній та середній пояс гір. Зустрічаються на висоті до 1450 м над рівнем моря. Ведуть переважно наземний спосіб життя. Активні вранці.

## Розповсюдження
Є ендеміками Мадагаскару і деяких прилеглих островів.

## Види
- Mantella aurantiaca
- Mantella baroni
- Mantella bernhardi
- Mantella betsileo
- Mantella cowanii
- Mantella crocea
- Mantella ebenaui
- Mantella expectata
- Mantella haraldmeieri
- Mantella laevigata
- Mantella madagascariensis
- Mantella manery
- Mantella milotympanum
- Mantella nigricans
- Mantella pulchra
- Mantella viridis